# Rhondda Cynon Taff
Rhondda Cynon Taf ([ˈr̥ɔnða ˈkənɔn ˈtaːv]) es una autoridad unitaria de Gales del sur en el Reino Unido.
El condado está localizado al este por Merthyr Tydfil y Caerphilly. Cardiff y Vale of Glamorgan al sur, Bridgend y Neath Port Talbot al oeste y Powys al norte. Sus pueblos principales son Aberdare, Mountain Ash y Pontypridd. Rhondda Cynon Taf es el segundo condado más poblado de Gales.

## Historia
El condado fue formado el 1 de abril de 1996, con la fusión de las regiones antiguas de Mid Glamorgan Cynon Valley, Rhondda y Taff-Ely (con las excepciones de Creigiau y Pentyrch, que fueron añadidos a Cardiff). Su nombre refleja todas estas, y los ríos Cynon, Rhondda y Taff (Taf en galés).

## Industria
La región desarrolló del descubrimiento y minería, principalmente para exportación, de carbón galés de alta calidad, como carbón de vapor, a través de los puertos de Cardiff y Barry. El paisaje fue dominado por montones de desechos de carbón y cabezas de las minas de carbón profundas. Muchas de las calles tienen hileras de casas adosadas victorianas que han dado las valles de Rhondda su apariencia distintiva. Durante los años 80, la privatización de British Coal resultó en la cerrada de muchas minas en las valles, devastando la economía local.
Como cerraban las minas profundas, un número de minas muy grandes a cielo abierto fueron creadas y quedan en operación especialmente hacia el norte de la región.
La Welsh Development Agency (la Agencia del desarrollo galés), que fue formado en 1976 para ayudar con la inversión de la economía empeorando galesa causado por la recesión en las industrias de carbón y acero, fue muy activa en Rhondda Cynon Taf en apoyando y fomentando regeneración industrial y comercial. Inversión reciente en el área ha incluido Dragon International Film Studios (Estudios de películas de dragón internacional), en el sitio de la mina a cielo abierto de Llanillyd. Este proyecto está encabezado por Sir Richard Attenborough e incluirá estudios de televisión, suites de redacción y un complejo grande de estudios para películas. La ubicación del proyecto lo ha dirigido a ser llamado localmente como "Valleywood", aunque las valles galesas están a una distancia de algunos kilómetros.
El Club de Business de Rhondda Cynon Taf, encabezado por la formación de gobierno del condado en conjunción con sus patrones fue refundado en 2006 en la Fábrica de Pop en Porth por Lord Attenborough. El Club de Business provee una manera excelente para que las empresas puedan interconectar, compartir prácticas comerciales mejores y mejorar oportunidades comerciales.

## Medio ambiente
La industria de carbón ha tenido impactos adversos grandes en la calidad del medio ambiente, tantos que la mayoría de los ríos fueron tan contaminados que no existía peces. Décadas recientes han demostrado una mejoría grande: salmón han sido visto en el río Taff y el río Rhondda pero la presencia continuada de obstáculos sintéticos en los ríos impide su vuelto a su condición preindustrial.
La industria química también ha tenido impactos adversos debido al vertedero de residuos tóxicos en la cantera Brofiscin en el pueblo de Groesfaen, que ya no se utiliza. El vertedero tuvo lugar durante 7 años (de 1967 a 1973) por Monsanto. Se estima que los costes de limpieza podrían ser más de £100 millones. Dr. Papageorge, excientífico de Monsanto, estima que se vertió allí entre 60.000 y 80.000 toneladas de residuos contaminados con PCB (bifenilos policlorados).

## Gobierno
El condado es gobernado por la Formación de gobierno del condado de Rhondda Cynon Taf.

## Educación
Los High Schools con mejor rendimiento, basado en 5 apruebas de Certificados Generales de Educación Secundaria, según el reportaje más reciente por Estyn:
- 72% Y Pant School, Pontyclun (Inglés)
- 71% St John Baptist (Church in Wales) High School, Aberdare (Inglés)
- 63% Ysgol Gyfun Rhydfelen, Pontypridd (Galés)
- 61% Ysgol Gyfun Rhydywaun, Penywaun (Galés)
- 52% Treorchy Comprehensive School, Treorchy (Inglés)
- 50% Aberdare Girls School, Aberdare (Inglés)
- 50% Cardinal Newman Cath Comp. School, Pontypridd (Inglés)
- 49% Ysgol Gyfun Llanhari, Llanharry (Galés)
- 49% Hawthorn High School, Pontypridd (Inglés)
- 47% Bryncelynnog Comp. School, Pontypridd (Inglés)
- 47% Ysgol Gyfun Y Cymmer, Porth (Galés)
- 44% Aberdare Boys' Comprehensive School, Aberdare (Inglés)
- 44% Pontypridd High School, Cilfynydd (Inglés)
- 42% Blaengwawr Comprehensive School, Aberdare (Inglés)
- 41% Ferndale Comm School, Ferndale (Inglés)
- 37% Tonypandy Comp School, Tonypandy (Inglés)
- 36% Porth County Comm School, Porth (Inglés)
- 34% Tonyrefail School, Tonyrefail (Inglés)
- 30% Mountain Ash Comprehensive School, Mountain Ash (Inglés)

## Localidades
- Abercynon
- Aberdare
- Beddau
- Brynna (Llanharan)
- Brynsadler
- Church Village
- Efail Isaf
- Ferndale
- Fernhill
- Gilfach Goch
- Glyncoch
- Groes-faen
- Hendreforgan
- Hirwaun
- Llanharry
- Llantrisant
- Mountain Ash
- Pontypridd
- Porth
- Rhigos
- Rhondda
- Taff's Well
- Tonypandy
- Tonyrefail
- Treherbert
- Treorchy
- Tylorstown
- Ynysybwl[5]

## Ciudad hermanada
- Nürtingen y Ravensburg en Baden-Württemberg en Alemania